# Jonas Collett

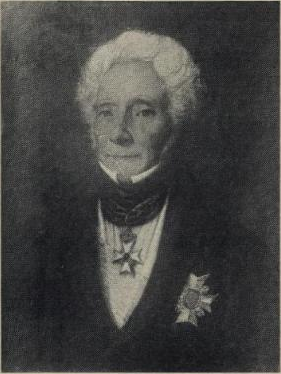
Jonas Collett.

Jonas Collett, född 25 mars 1772 på Rønnebæksholm i Næstved på Sjælland, död 3 januari 1851 i Kristiania (nuvarande Oslo), var en norsk politiker.
Efter juridiska studier vid Köpenhamns universitet, där han blev cand.jur. 1793, inträdde Collett i den norska statsförvaltningen och blev 1813 amtman i Buskeruds amt. Han tillhörde det norska självständighetspartiet och var nära vän till prins Kristian Fredrik. År 1814 blev han medlem av regeringen. Han deltog vid stormannsmøtet på Eidsvoll den 16 februari 1814, och tillsammans med Niels Aall ledde han de förhandlingar med den svenske generalen Magnus Björnstjerna, som resulterade i konventionen i Moss. Han kvarstod som statsråd även efter kungaunionen med Sverige och förestod olika departement, efter 1822 finansdepartementet. Som finansminister visade Collett prov på stor duglighet. Han lyckades stärka Norges utländska kredit och fick ordning på finanserna. Han tog även initiativet finn den norska inrikes ångbåtstrafiken, samt inrättade de så kallade amtformandskapen, som främjade det lokala självstyret i Norge. År 1836 kom han i konflikt med Karl XIV Johan och måste ta avsked från statsrådsämbetet.
Statsrådet Mathias Sommerhielm lämnade Kristiania 1822 för att bli Norges statsminister i Stockholm, och därefter var Collett den främste politikern i Norge. Maktmässigt hade han som förste minister en lägre position än guvernören Baltzar von Platen. Han var 1827 nära att ställas inför krigsrätt för sitt deltagande i Bodøsaken. Efter von Platens död 1833 utnämndes dock ingen ny guvernör, och Collett blev därmed den högsta makthavaren i Norge till sin död, bortsett från under en kort period 1833, då kronprins Oscar var vicekung.
Jonas Collett var son till kammarrådet Johan Collett (1734–1806) och Else Jensen (1746–1788), och sonsonsson till James Collett. Han var bror till Peter Collett och Johan Collett, samt farfar till Frederik Collett.